# Адамово (Млавський повіт)
Адамово (пол. Adamowo) — село в Польщі, у гміні Стшеґово Млавського повіту Мазовецького воєводства.
Населення — 55 осіб (2011).
У 1975-1998 роках село належало до Цехановського воєводства.

## Демографія
Демографічна структура станом на 31 березня 2011 року:
|          | Загалом | Допрацездатний вік | Працездатний вік | Постпрацездатний вік |
| -------- | ------- | ------------------ | ---------------- | -------------------- |
| Чоловіки | 29      | 7                  | 20               | 2                    |
| Жінки    | 26      | 6                  | 15               | 5                    |
| Разом    | 55      | 13                 | 35               | 7                    |